# Peru op de Olympische Winterspelen 2014
Peru was een van de landen die deelnam aan de Olympische Winterspelen 2014 in Sotsji, Rusland.
Bij de tweede deelname van Peru aan de Winterspelen bestond het deelnemersveld uit dezelfde drie personen als bij de eerste deelname, broer en zus Manfred en Ornella Oettl Reyes in het alpineskiën en Roberto Carcelen in het langlaufen.

## Deelnemers en resultaten
(m) = mannen, (v) = vrouwen 

### Alpineskiën
| Olympiër            | Onderdeel        | Resultaat | Prestatie                                                          |
| ------------------- | ---------------- | --------- | ------------------------------------------------------------------ |
| Manfred Oettl Reyes | reuzenslalom (m) | 70e       | Totaal: 3.20,96 (+35,67) run 1: 1.47,05 (78e) run 2: 1.33,91 (58e) |
| Manfred Oettl Reyes | slalom (m)       | DNF-2     | run 1: 58,36 (65e) run 2: niet gefinisht                           |
|                     |                  |           |                                                                    |
| Ornella Oettl Reyes | reuzenslalom (v) | 57e       | Totaal: 3.06,32 run 1: 1.32,87 (64e) run 2: 1.33,45 (58e)          |
| Ornella Oettl Reyes | slalom (v)       |           | run 1: DNF                                                         |

### Langlaufen
| Olympiër         | Onderdeel          | Resultaat | Prestatie            |
| ---------------- | ------------------ | --------- | -------------------- |
| Roberto Carcelen | 15 km klassiek (m) | 87e       | 1:06.28,9 (+27.59,2) |